# گمینا یودووونگک
گمینا یودووونگک (به لهستانی:  Gmina Jodłownik) یک گمینا در لهستان است که در شهرستان لیمانووا واقع شده‌است. گمینا یودووونگک ۷۲٫۴۳ کیلومتر مربع مساحت و ۸٬۰۵۰ نفر جمعیت دارد.